# Madrugada Sexy
Madrugada Sexy foi um programa erótico independente realizado pela produtora Daitan Vídeo, que alugava horários na programação da TV Gazeta em São Paulo durante a madrugada; foi apresentado por Elaine Pontim e foi transmitido entre 21 de julho de 1997 até 31 de outubro do mesmo ano, exibindo cenas de pornografia hardcore na TV Aberta brasileira. O programa exibia cenas de sexo explícito extraídas de filmes pornôs e de vídeo caseiros enviados pelos telespectadores, vídeos esses que faziam parte de um concurso e quem vencesse ganharia uma prêmio de 2 mil reais.
Elaine Pontim entrevistava artistas do ramo, além de oferecer dicas de filmes pornográficos. O programa também exibia cenas de sadomasoquismo e lesbianismo e ofertas em um chat erótico.

## Sinopse
Apresentado por Elaine Pontim, o programa iniciava-se entrevistando um convidado que geralmente era um profissional do sexo. Os telespectadores eram estimulados a ligar para decidir o fim do programa, através do sistema de Tele900. O telesceptador podia decidir o desfecho do episódio escolhendo o que o convidado iria fazer, poderia ser um striptease completo ou um show erótico. O programa era pré-gravado com dois finais diferentes para que fosse exibido ao términos das votações via telefone. O programa também exibia cenas de relações sexuais, sendo às vezes cenas de sexo grupal, que iam ao ar apenas com tarjas tapando a genitália masculina. O programa também mostrava mulheres que se exibiam em posições ginecológicas, além de striptease masculino e sadomasoquismo.

## Audiência
Em menos de duas semanas no ar, o programa Madrugada Sexy levantou a audiência da TV Gazeta que era de zero ponto para 1 ponto de audiência, chegando a ter 4 pontos de audiência até o termino de sua exibição. Na época, de acordo com Kantar Ibope Media, 1 ponto significava 80 mil telespectadores na Grande São Paulo chegando a empatar com o SBT no horário de 1h30 da madrugada de segunda à sábado. O programa erótico chegou a ter 6 pontos de audiência, que denotava 500 mil telespectadores, perdendo somente para TV Globo São Paulo.

## Fim do programa
Apesar de render bons índices de audiência para a TV Gazeta; a Fundação Cásper Líbero dona da emissora resolveu tirar o programa do ar. O motivo foi que a emissora queria aumentar em 50% o valor do espaço alugado devido ao sucesso do programa e a Daitan Vídeo não aceitou a renovação de contrato proposta.. Razões morais também se encaminharam, mas ocorreram de forma secundária; pois o projeto inicial do programa não constava a exibição de vídeos caseiros e o programa ficou completamente diferente do que ele se tornou. A última edição do programa foi ao ar no dia 31 de outubro de 1997. A Daitan Vídeo até cogitou continuar com o programa em outra emissora, inclusive existia projetos de novos quadros sendo uma pegadinha erótica que consistia na composição uma mulher bonita  que iria entrevistar candidatos a um emprego e no final faria uma striptease. O novo quadro não foi chegou a ser transmitdo e o Madrugada Sexy não foi para uma outra emissora.